# Piñeiro (Puebla de Trives)
Piñeiro (llamada oficialmente San Sebastián de Piñeiro) es una parroquia, una Abadía y una entidad de población del municipio español de Puebla de Trives, en la provincia de Orense, Galicia. 

## Organización territorial
La parroquia está formada por diez entidades de población, constando cuatro de ellas en el nomenclátor del Instituto Nacional de Estadística español:
- Alcouce (O Alcouce)
- El Cobo (O Covo)
- Fondodevila (Fondo de Vila)
- El Mato (O Mato)
- La Corga (A Corga)
- Piñeiro, que abarca los lugares de:
  - Castrelo
  - Los Curras (Os Currás)
  - Pereiro (O Pereiro)
- Piñeiro-La Iglesia (Piñeiro)
- Santome (San Tomé)

## Demografía
Gráfica demográfica de la abadía, entidad de población y parroquia de Piñeiro según el INE español:
| Gráfica de evolución demográfica de Piñeiro entre 2000 y 2023 |
|                                                               |
| Datos según el nomenclátor publicado por el INE.              |